# リアルタイム・シンガーソングライター
「リアルタイム・シンガーソングライター」は、高橋優のメジャー1枚目のアルバム。2011年4月20日にワーナーミュージックジャパンから発売された。

## 概要
高橋優のメジャー・デビュー後、初のフルアルバム。シングル3曲、配信限定シングル1曲を含めた全11曲を収録。初回限定盤にはNY路上ライブドキュメンタリー、MV集、インタビューを収録したDVDが同梱されている。

## 収録曲
（全作詞・作曲：高橋優、編曲：浅田信一）
1. 終焉のディープキス [3:01]
  - 「始まり」ということに重点を置いて音作りをしている曲。「始まりなんだけど、タイトルは『終焉』というこのギャップも楽しんでほしい」と高橋は語っている。[1]
2. 素晴らしき日常 [5:13]
  - 1stシングル。TBS系『あらびき団』8・9月度エンディングテーマ。
3. 福笑い [5:29] 
  - 3rdシングルの1曲目。東京メトロ『TOKYO HEART』CMソング。
4. メロディ [5:51]
  - インディーズの1stアルバム「Sepia」、インディーズの2ndアルバム「無言の暴力」、3rdアルバム「胡坐～agura～」に収録されていた曲。
5. 希望の歌 [3:47]
  - 「希望は絶対にある」「絶対に時代は変わる」ということを強い気持ちで歌った曲。[1]
6. 靴紐 [5:44]
  - モチーフになるものは前々からあったものの、結論になかなか行き着かなかったという曲。「『靴紐』と『絆』をなぞらえて歌えないか」というテーマで書かれた。[1]
7. サンドイッチ [3:44]
  - 高橋が実際に日記に書いていた出来事を曲にしたもの。「辛かったことも苦しかったこともまとめて『思い出』っていえばおいしいかなという気持ちで作った。」と語っている。[1]
  - ベストアルバム「高橋優 BEST 2009-2015 『笑う約束』」に収録された。
8. ほんとのきもち [4:55]
  - 2ndシングル。日本テレビ系土曜ドラマ『Q10』主題歌。
9. 虹と記念日 [5:35]
  - テレビ大阪・テレビ東京系『キレイの台所』エンディングテーマ。
  - 高橋の曲では珍しくダブルボーカルが使われている。「『虹』とか『記念日』とか、特別なものが聞いたときに少しでも情景として浮かんでほしい」という理由らしい。[1]
10. 現実という名の怪物と戦う者たち [4:17]
  - 3rdシングルの2曲目。NHK教育テレビアニメ『バクマン。』エンディングテーマ。
11. 少年であれ [5:22]
  - 配信限定シングル。CBC・TBS系『ホンネ日和』エンディングテーマ。
  - 高橋自身、冒頭の歌詞のように「僕なんか生まれなきゃよかったの?」という風に思ったり、友人から言われたりする時期があり、「絶対にそんなことはない。今生きている意味が見つからないなら後付けでもいいじゃないか。」ということを、半分はそう思っている自分に向けて、もう半分はそう思っている誰かに向けて歌った曲。[1]
  - ベストアルバム「高橋優 BEST 2009-2015 『笑う約束』」に収録された。

### 初回限定盤DVD
- ニューヨーク路上ライブ・ドキュメンタリー
- MUSIC VIDEO集
  1. 素晴らしき日常
  2. ほんとのきもち
  3. 福笑い
  4. 現実という名の怪物と戦う者たち
  5. 少年であれ〜アルバムバージョン〜
  6. こどものうた（ボーナスMV）
  7. 駱駝 （ボーナスMV）
- スペシャルインタビュー